# Долење Лакнице
Долење Лакнице (словен. Dolenje Laknice) је насељено место у општини Мокроног-Требелно, регија Југоисточна Словенија, Словенија.

## Историја
До територијалне реорганизације у Словенији било је у саставу старе општине Требње.

## Становништво
У попису становништва из 2011. године, Долење Лакнице је имало 56 становника.
| Број становника према пописима | Број становника према пописима | Број становника према пописима |
| ------------------------------ | ------------------------------ | ------------------------------ |
| 1991                           | 2002                           | 2011                           |
| 74                             | 61                             | 56                             |

## Галерија
- „Чретеж“, доњи дворац
- „Чретеж“, горњи дворац